# Kolonia (gmina Wilczyce)
Kolonia – kolonia w Polsce położona w województwie świętokrzyskim, w powiecie sandomierskim, w gminie Wilczyce.
W latach 1975–1998 miejscowość należała administracyjnie do województwa tarnobrzeskiego.